# Marcin Jałocha
Marcin Jałocha (Krakau, 17 maart 1971) is een voormalig profvoetballer uit Polen die als verdediger speelde. Hij sloot zijn actieve carrière in 2002 af, en stapte daarna het trainersvak in.

## Clubcarrière
Jałocha speelde vrijwel zijn gehele carrière in zijn vaderland Polen; alleen in 1994 maakte hij een uitstapje naar het buitenland. Hij speelde toen 23 competitieduels voor KSV Waregem in het seizoen 1994-1995.

## Interlandcarrière
Jałocha kwam achttien keer (één doelpunt) uit voor de nationale ploeg van Polen in de periode 1992–1993. Hij maakte zijn debuut op 9 september 1992 in de vriendschappelijke thuiswedstrijd tegen Israël (1-1).
Eerder dat jaar had Jałocha met Polen de zilveren medaille gewonnen bij de Olympische Spelen in Barcelona. Hij kwam in alle zes duels in actie tijdens het olympisch toernooi, en scoorde een keer voor de ploeg van bondscoach Janusz Wójcik.

## Erelijst
Legia Warschau
- Pools landskampioen

1994, 1995
- Pools bekerwinnaar

1994, 1997
- Poolse Supercup

1994
 Polen
- Olympische Spelen

Barcelona 1992 →  zilveren medaille